# 1956年メルボルンオリンピックのアイスランド選手団
1956年メルボルンオリンピックのアイスランド選手団（1956ねんメルボルンオリンピックのアイスランドせんしゅだん）は、1956年11月22日から12月8日にかけてオーストラリアのメルボルンで開催された1956年メルボルンオリンピックのアイスランド選手団の名簿。

## 概要
今大会は銀メダル1個、合計1個のメダルを獲得した。
陸上男子三段跳でヴィルヒャウルムル・エイナルソンが銀メダルを獲得、アイスランド初のオリンピックメダリストとなった。

## 選手団
- 人員: 選手 2人
- 開会式旗手: ヴィルヒャウルムル・エイナルソン

## メダル獲得者
| メダル | 選手名                           | 競技 | 種目         |
| ------ | -------------------------------- | ---- | ------------ |
| 銀     | ヴィルヒャウルムル・エイナルソン | 陸上 | 男子三段跳び |

## 種目別選手

### 陸上競技
| 選手                             | 種目         | 予選   | 予選 | 準々決勝 | 準々決勝 | 準決勝   | 準決勝   | 決勝     | 決勝     |
| 選手                             | 種目         | 結果   | 順位 | 結果     | 順位     | 結果     | 順位     | 結果     | 順位     |
| -------------------------------- | ------------ | ------ | ---- | -------- | -------- | -------- | -------- | -------- | -------- |
| ヒルマル・ソルビョルンソン       | 男子100m     | 11秒12 | 3着  | 予選敗退 | 予選敗退 | 予選敗退 | 予選敗退 | 予選敗退 | 予選敗退 |
| ヴィルヒャウルムル・エイナルソン | 男子三段跳び | -      | -    | -        | -        | -        | -        | 16.26m   | 銀       |